# Daniel Majstorović
Daniel Majstorović (ur. 5 kwietnia 1977 w Malmö) – piłkarz szwedzki grający na pozycji środkowego obrońcy.

## Kariera klubowa
Rodzice Daniela pochodzą z Serbii. Karierę piłkarską zawodnik rozpoczął w małym klubie Övergrans IF. Trenował także w Habo FF, a jego pierwszym profesjonalnym klubem w karierze był IF Brommapojkarna. W jego barwach zadebiutował w 1996 roku w rozgrywkach drugiej ligi szwedzkiej. Tam też występował przez półtora roku, a latem 1997 trafił do niemieckiej Fortuny Köln i przez sezon występował w rozgrywkach 2. Bundesligi. Następnie wrócił do Brommapojkarny, a w latach 1999–2000 grał w innym drugoligowcu, Västeras SK.
W 2001 roku Majstorović przeszedł do Malmö FF. Od początku pobytu w tym klubie był jego podstawowym zawodnikiem, a w 2002 roku został wicemistrzem Szwecji. W 2003 roku wystąpił w Pucharze UEFA, a w 2004 po raz pierwszy w karierze został mistrzem Szwecji. W Malmö do lata tamtego roku i rozegrał dla tego zespołu 86 spotkań, w których zdobył 9 goli.
Latem 2004 Majstorović został piłkarzem holenderskiego FC Twente, do którego trafił za 800 tysięcy euro. Był jego podstawowym zawodnikiem przez półtora roku i występował ze swoimi rodakami Sharbelem Toumą oraz Kennedym Bakircioglü. W marcu 2005 uderzył łokciem gracza FC Groningen Martina Drenta, przez co pauzował przez siedem kolejek ligowych. Ogółem w koszulce Twente zagrał 50 razy i strzelił 4 bramki.
W styczniu 2006 roku Szwed, pomimo oferty z Ajaksu Amsterdam, podpisał kontrakt ze szwajcarskim FC Basel, które zapłaciło za niego 1,5 miliona euro. W Swiss Super League zadebiutował 12 lutego w zremisowanym 1:1 wyjazdowym spotkaniu z FC Zürich. W 2006 i 2007 roku zostawał z Basel wicemistrzem Szwajcarii, a w 2008 wywalczył tytuł mistrzowski (32 mecze i 10 goli w sezonie).
19 maja 2008 roku Majstorović przeszedł na zasadzie wolnego trsanferu do greckiego AEK Ateny. Podpisał trzyletni kontrakt odrzucając ofertę włoskiego S.S. Lazio.
16 sierpnia 2010 roku trener Celtiku Neil Lennon ogłosił podpisanie przez Majstorovicia dwuletniego kontraktu z klubem z Parkhead. W Celtiku grał do 2012. Wtedy też odszedł do AIK Fotboll, w którym w 2013 zakończył karierę.
| Sezon   | Klub              | Kraj       | Rozgrywki               | Mecze | Bramki |
| ------- | ----------------- | ---------- | ----------------------- | ----- | ------ |
| 1996    | IF Brommapojkarna | Szwecja    | Superettan              | 20    | 0      |
| 1997    | IF Brommapojkarna | Szwecja    | Superettan              | 14    | 1      |
| 1997/98 | Fortuna Köln      | Niemcy     | 2. Bundesliga           | 17    | 1      |
| 1998    | IF Brommapojkarna | Szwecja    | Superettan              | ?     | ?      |
| 1999    | Västeras SK       | Szwecja    | Superettan              | 19    | 4      |
| 2000    | Västeras SK       | Szwecja    | Superettan              | 25    | 5      |
| 2001    | Malmö FF          | Szwecja    | Allsvenskan             | 23    | 3      |
| 2002    | Malmö FF          | Szwecja    | Allsvenskan             | 24    | 4      |
| 2003    | Malmö FF          | Szwecja    | Allsvenskan             | 21    | 0      |
| 2004    | Malmö FF          | Szwecja    | Allsvenskan             | 18    | 2      |
| 2004/05 | FC Twente         | Holandia   | Eredivisie              | 30    | 2      |
| 2005/06 | FC Twente         | Holandia   | Eredivisie              | 19    | 2      |
| 2005/06 | FC Basel          | Szwajcaria | Swiss Super League      | 18    | 5      |
| 2006/07 | FC Basel          | Szwajcaria | Swiss Super League      | 35    | 8      |
| 2007/08 | FC Basel          | Szwajcaria | Swiss Super League      | 32    | 10     |
| 2008/09 | AEK Ateny         | Grecja     | Alpha Ethniki           | 23    | 2      |
| 2009/10 | AEK Ateny         | Grecja     | Alpha Ethniki           | 28    | 2      |
| 2010/11 | Celtic F.C.       | Szkocja    | Scottish Premier League | 32    | 1      |
| 2011/12 | Celtic F.C.       | Szkocja    | Scottish Premier League | 17    | 0      |
| 2012    | AIK Fotboll       | Szwecja    | Allsvenskan             | 4     | 0      |
| 2013    | AIK Fotboll       | Szwecja    | Allsvenskan             | 8     | 1      |

## Kariera reprezentacyjna
W reprezentacji Szwecji Majstorović zadebiutował 16 lutego 2003 roku w wygranym 3:2 towarzyskim spotkaniu z Katarem. W 2008 roku został powołany przez selekcjonera Larsa Lagerbäcka do kadry na Mistrzostwa Europy 2008.